# Elegia fastigata
Elegia fastigata är en gräsväxtart som beskrevs av Maxwell Tylden Masters. Elegia fastigata ingår i släktet Elegia och familjen Restionaceae. Inga underarter finns listade i Catalogue of Life.